# أم الحالة (مسلسل)
أم الحالة, مسلسل كوميدي سعودي عرض في رمضان 1430 هـ, على قناة أم بي سي[ ؟ ]، وهو من بطولة حبيب الحبيب، وتأليف وإخراج ثامر الصيخان. مدة الحلقة غالبا ما تكون بين10إلى 32 دقائق.
تدور قصة المسلسل حاول «ذيب» الشاب المراهق الذي يعيش معاناة مع عائلته المكونة من أخته وأخوه وأمه، حتى مع أصدقائه فيضطر للهرب من منزل عائلته ويلجأ للإنترنت كي يشرح للناس أسباب هربه وهي لا تخرج عن ثلاثين سبباً.

## الأبطال
- حبيب الحبيب
- أسعد الزهراني
- محمد القس
- مشعل المطيري
- دريعان الدريعان
- أسامة خالد
- شكران مرتجى